# New Police Story
Pour les articles homonymes, voir Police Story (homonymie).
Série Police Story
Contre-attaque
(1996) Police Story: Lockdown
(2013)
Pour plus de détails, voir Fiche technique et Distribution.
New Police Story (新警察故事, Xīn Jǐngchá Gùshì) est un film policier hongkongais réalisé par Benny Chan, sorti en 2004. Il s'agit d'un reboot de la franchise Police Story.

## Synopsis
Une bande de jeunes ados de la haute bourgeoisie aimant les sensations fortes, braquent spectaculairement (sauts câblés du haut d'un immeuble) une des plus prestigieuses banques de Hong Kong, et restent sur les lieux du méfait, juste pour le plaisir de pouvoir tirer sur les forces de l'ordre au fusil mitrailleur, comme dans un jeu vidéo. Ils iront même jusqu'à prendre des paris, et s'attribuer des notes entre eux. À la suite de ce jeu de massacre, l'inspecteur Wing promet publiquement de retrouver les assassins en moins de trois heures. Il n'en faut pas plus pour provoquer le gang de tueurs, qui tend à Wing et ses hommes un piège machiavélique qui décimera tous les hommes de Wing.
Parce qu'il n'a pas pu sauver ceux qu'il considérait comme ses frères, la vie de Wing s'est effondrée. Il a sombré dans l'alcool, incapable de faire face à son métier et à sa fiancée dont le jeune frère est au nombre des victimes.
Lorsque Fung, un jeune homme qui se dit policier, découvre son idole moralement au plus bas, il décide de l'aider à se reconstruire. Peu à peu, un lien se crée entre les deux hommes, mais le répit sera de courte durée car le gang n'a pas dit son dernier mot. Meurtri, affaibli, Wing va tout faire pour que le cauchemar ne recommence pas, mais chaque épreuve l'approche de ses limites, et même son jeune partenaire ne lui a pas tout dit...

## Fiche technique
- Titre : New Police Story
- Titre original : pinyin : Xin jing cha gu shi ; cantonais Yale : San ging chaat goo si
- Réalisation : Benny Chan
- Scénario : Alan Yuen
- Production : Willie Chan, Solon So, Barbie Tung et Jackie Chan
- Musique : Tommy Wai
- Photographie : Anthony Pun
- Montage : Chi Wai Yau
- Pays d'origine :  Hong Kong Portugal
- Langue : cantonais
- Format : Couleurs - 2,35:1 - Dolby Digital - 35 mm
- Genre : Policier, action, drame
- Durée : 124 minutes
- Date de sortie : 
  -  Hong Kong : 24 septembre 2004
  -  France : 13 juillet 2005

## Distribution
- Jackie Chan (VF : William Coryn) : l'inspecteur Wing
- Nicholas Tse (VF : Alexis Tomassian) : Fung
- Charlie Yeung (VF : Véronique Volta) : Ho Yee
- Charlene Choi (VF : Delphine Rivière) : Sa Sa
- Daniel Wu (VF : Emmanuel Garijo) : Joe
- Dave Wong (VF : Daniel Lafourcade) : Sam
- Andy On : Tin Tin
- Terence Yin (VF : Adrien Antoine) : Fire
- Hayama Go : Max
- Coco Chiang : Sue
- Kenny Kwan : « Cheveux Rouges »
- Rongguang Yu (VF : Hervé Jolly) : Kwun
- Chun Sun : le père de Joe
- Wu Bai : le père de Fung
- John Sham : Eric Chow
- Chun Loong Wong : l'officier de service
- Kai Chi Liu : le chef Wong

## Accueil

### Box-office
- Hong Kong : 2 109 502 $ HK[1]
- France : 141 298 entrées[2]

## Autour du film
- Stephen Fung devait, tout comme Wu Bai, faire un cameo dans le film en tant que flic, mais finalement la scène qui a été tournée, n'a pas été conservée et on peut découvrir Stephen Fung dans le making of du DVD édité chez Joy Sales.
- Jackie Chan s'est préparé pour plusieurs scènes dramatiques du film. Personne ne devait parler avant les scènes où Jackie Chan devait pleurer ou être réellement triste et désespéré, afin d'être vraiment dans la peau du personnage. Lors de la scène où il vomit, il n'y a aucun trucage : il a bu 2 bouteilles d'eau avant ladite scène pour ensuite tout vomir.

## Distinctions
- Nomination pour le prix de la meilleure direction artistique (Ching Ching Wong, Sung Pong Choo et Oliver Wong), meilleur montage et meilleurs effets sonores (Kinson Tsang), lors du Golden Horse Film Festival 2004.
- Prix des meilleures chorégraphies (Chung Chi Li), meilleur second rôle masculin (Daniel Wu) et meilleurs effets spéciaux (Victor Wong et Brian Ho), lors du Golden Horse Film Festival 2004.
- Nomination pour le prix des meilleures chorégraphies (Chung Chi Li), meilleur acteur (Jackie Chan), meilleur réalisateur, meilleur montage, meilleur film, meilleurs effets sonores (Kinson Tsang), meilleur second rôle masculin (Daniel Wu) et meilleurs effets spéciaux (Victor Wong et Brian Ho), lors des Hong Kong Film Awards 2005.